# Eurya pittosporifolia
Eurya pittosporifolia là một loài thực vật có hoa trong họ Pentaphylacaceae. Loài này được Hu mô tả khoa học đầu tiên năm 1938.